# Cultura de las ánforas globulares

Extensión aproximada de la cultura de la cerámica cordada con las culturas adyacentes del III milenio a. C., como la cultura de las ánforas globulares, la cultura Baden y la cultura Yamna. De acuerdo con información de la EIEC (Encyclopedia of Indo-European Culture).

La cultura de las ánforas globulares (en alemán: Kugel-amphoren), ca. 3400-2800 a. C. es una cultura arqueológica que solapa el área central ocupada por la cultura de la cerámica cordada. Hacia el sur y el oeste hacía frontera con la cultura de Baden y al nordeste con la de Narva. Ocupaba gran parte del área de la anterior cultura de los vasos de embudo (funnel beaker culture). El nombre fue acuñado por Gustaf Kossina debido a la alfarería característica de esta cultura, ánforas con forma globular, con dos o cuatro asas.

## Extensión
Estaba situada en el área definida por la cuenca del río Elba en el oeste y la del Vístula en el este, extendiéndose hacia el sur hasta el curso medio del Dniéster y hacia el este hasta el Dniéper. Al oeste del Elba se han hallado algunas ánforas globulares en tumbas megalíticas. Los hallazgos de esta cultura en la estepa se suelen atribuir a una expansión posterior (2950-2350 a. C.) desde un centro en Volinia y Podolia.

## Economía

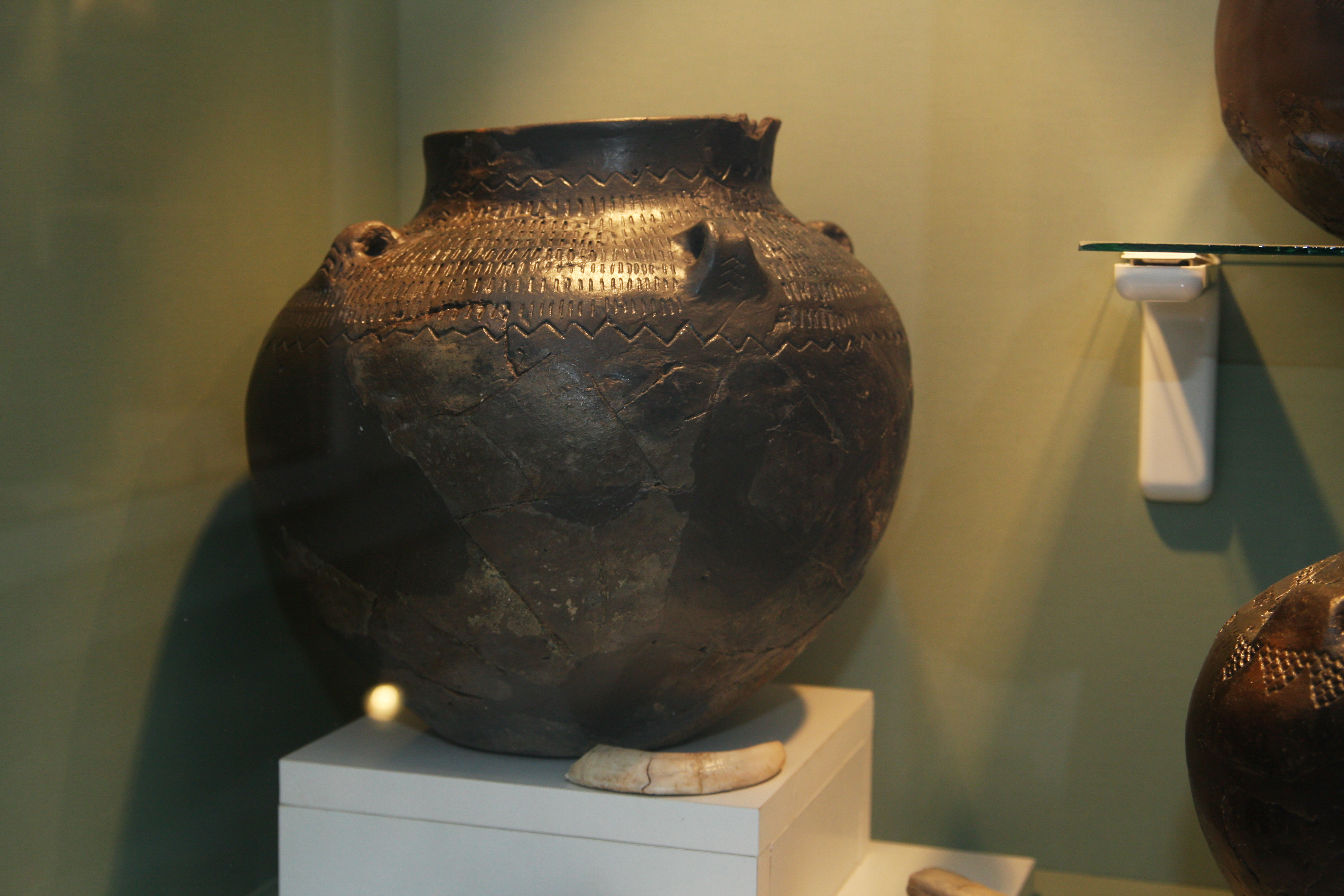
Una típica ánfora globular.

La economía estaba basada en la cría de una variedad de ganado, particularmente cerdos en su fase inicial, lo que la diferencia de la de funnelbeaker (de los vasos de embudo), que prefería el ganado bovino. Los asentamientos están esparcidos. No se ha excavado aún ninguna casa demostrativa que pueda servir como modelo convincente. Se sugiere que algunos de estos asentamientos eran temporales.

## Enterramientos

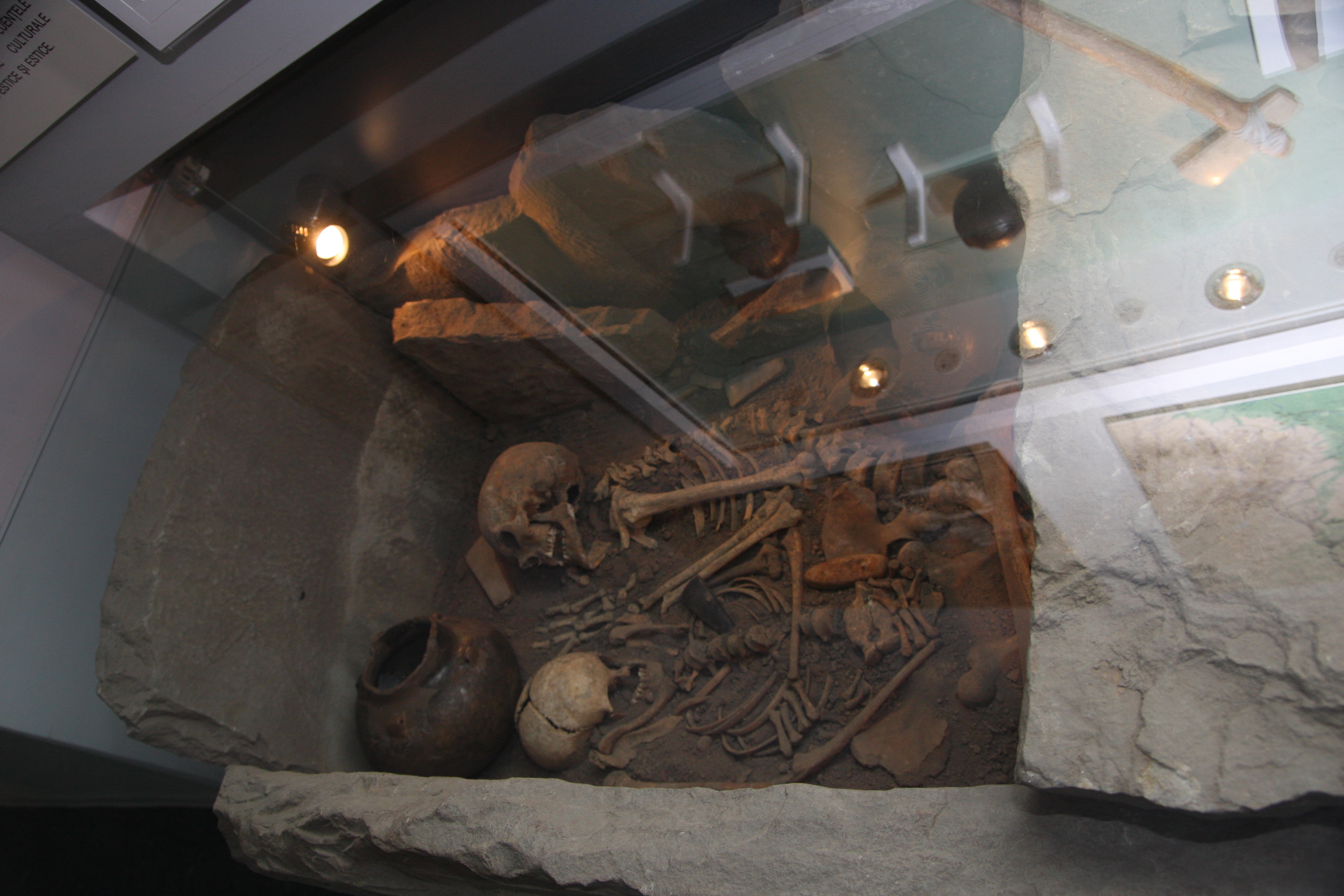
Tumba.

La cultura de las ánforas globulares es conocida principalmente por sus enterramientos. Las inhumaciones se hacían en hoyos o en cistas. Se dejaban ofrendas en la tumba, como partes de animales (como mandíbulas de cerdo) o animales enteros, como bueyes. También se dejaban objetos como las ánforas globulares que dan nombre a la cultura y hachas de piedra. Asimismo se encuentran enterramientos de ganado bovino, a menudo en parejas, acompañados por ofrendas. Existen además enterramientos secundarios en tumbas megalíticas.

## Interpretación
Marija Gimbutas ve la inclusión de animales en la tumba como una intrusión cultural. Gimbutas también tenía la hipótesis de que en esta cultura se practicaba el satí (tradición que se utilizó en la India hasta el siglo XX), y también la ve como una intrusión cultural. Los partidarios de la hipótesis de los kurganes de Gimbutas apuntan que estas prácticas inhumatorias distintivas demuestran que esta cultura representa la segunda ola migratoria de pueblos indoeuropeos.